# Trepassey
Trepassey to miasto rybackie położone nad zatoką Trepassey Bay na południowo-wschodnim krańcu półwyspu Avalon w kanadyjskiej prowincji Nowa Fundlandia i Labrador. Miasto było miejscem startu samolotu Friendship, na pokładzie którego znajdowała się Amelia Earhart, pierwsza kobieta, która przeleciała nad Oceanem Atlantyckim. Miasto zaopatruje pobliskie miejscowości w usługi oraz miejsca pracy.

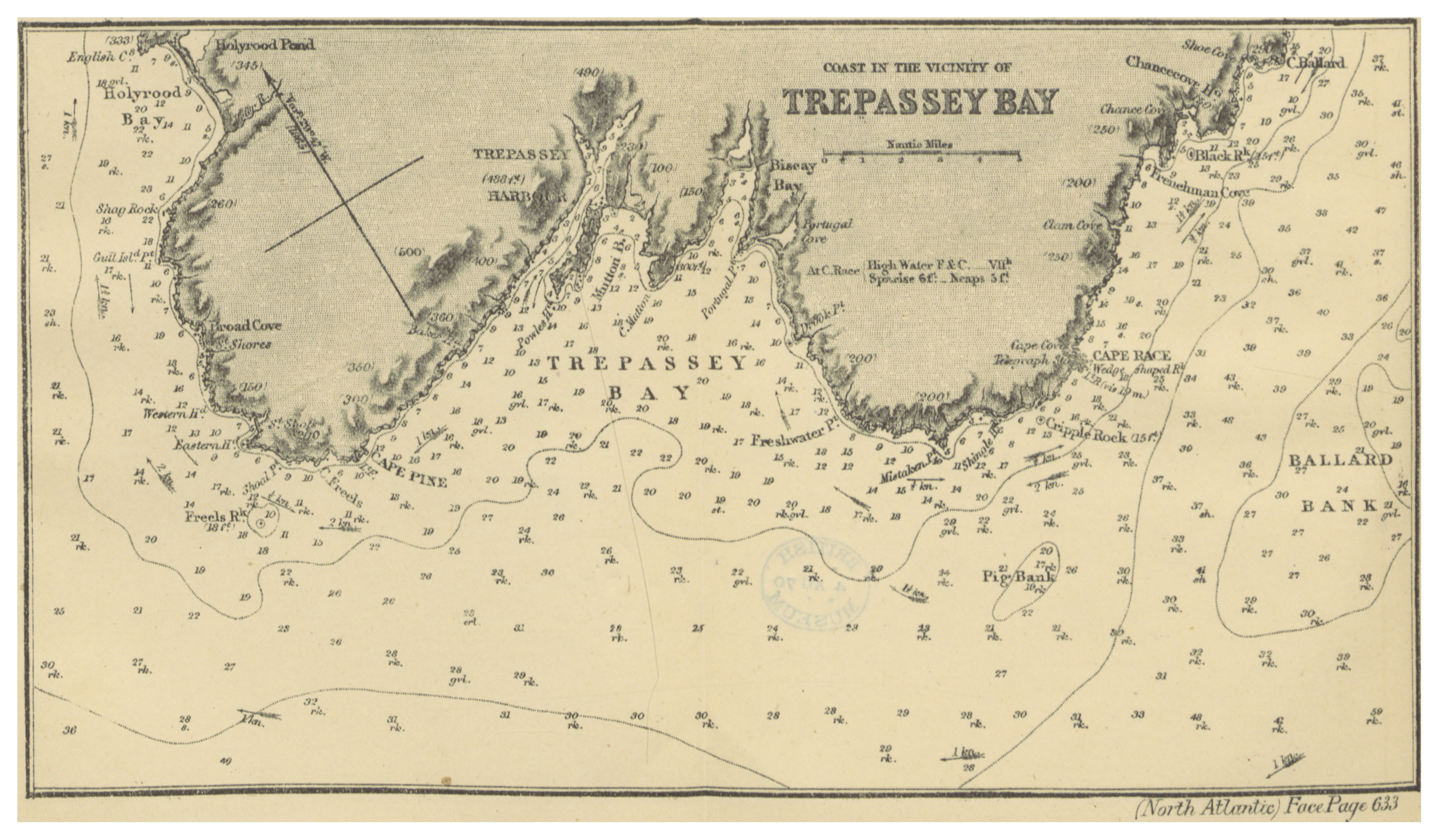
Trepassey na mapie z 1869 roku

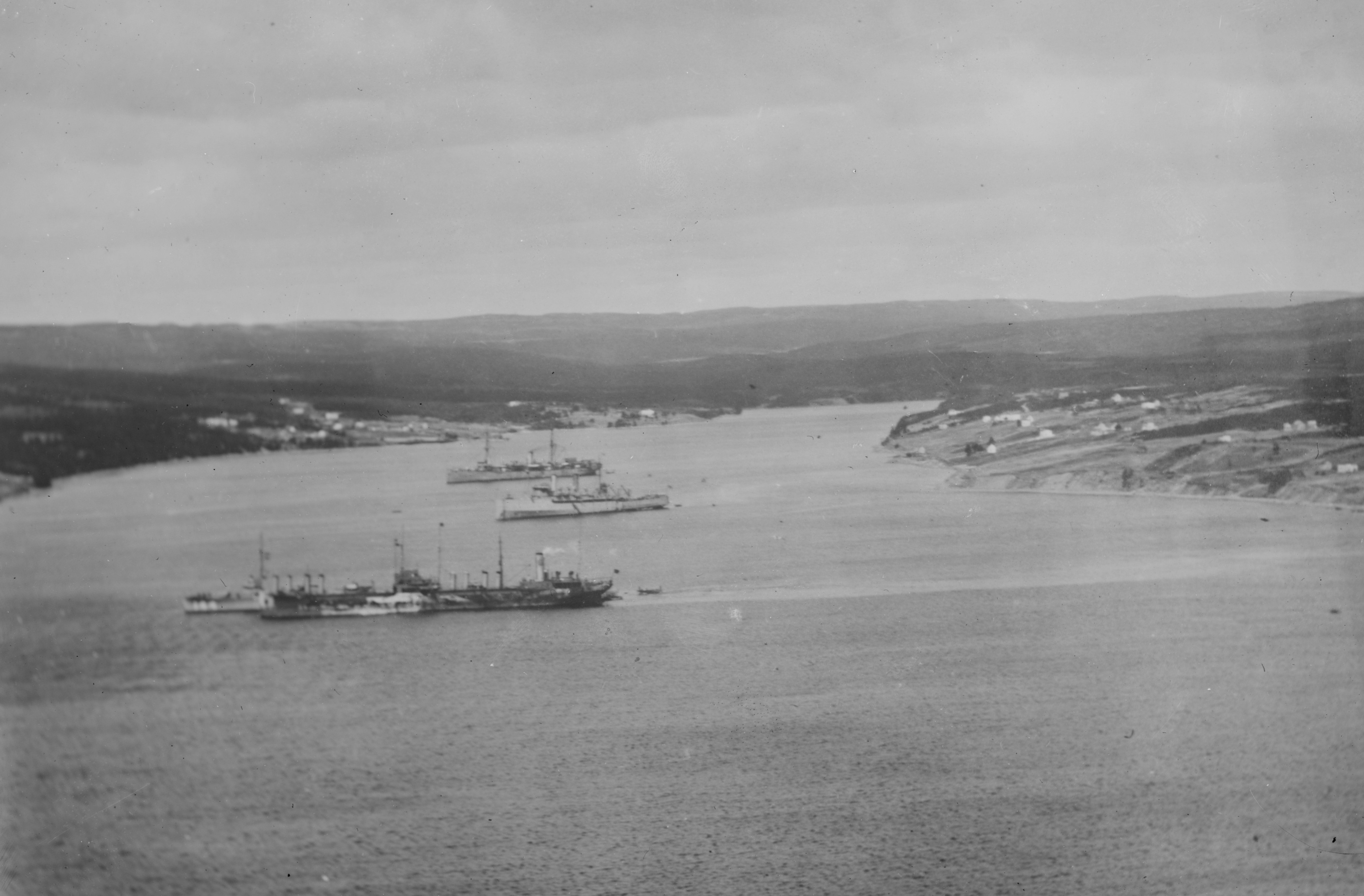
Okręty marynarki wojennej Stanów Zjednoczonych w zatoce Trepassey, maj 1919 r.

## Etymologia
Nazwa miasta pochodzi od francuskiego słowa „trépassés” (umarli) i nosi swoją nazwę po Baie des Trépassés, zatoce położonej przy francuskim wybrzeżu Bretanii.

## Historia
Francuski odkrywca Jacques Cartier przepłynął przez zatokę Trepassey podczas swojej drugiej wyprawy badawczej w 1536 roku. W drugiej połowie XVII wieku obszar został zasiedlony przez Francuzów. W 1702 roku, podczas wojny o sukcesję hiszpańską, komandor John Leake z Królewskiej Marynarki Wojennej wpłynął do portu w Trepassey w ramach wyprawy morskiej, mającej na celu napad na francuskie osady. Leake schwytał 51 francuskich statków rybackich i zaatakował francuskie stacje rybackie, niszcząc je i wypędzając Francuzów z Trepassey. Osada została zniszczona w trakcie wyprawy. W wyniku podpisania traktatu z Utretch w 1713 r. Francja wycofała swoje roszczenia do Nowej Fundlandii, w związku z czym do osady przybyli angielscy rybacy oraz Irlandczycy w późniejszym okresie. W drugiej połowie XVIII w. Irlandczycy stanowili większość populacji osady.

## Demografia
W spisie ludności z 2021 r. przeprowadzonym przez Statistics Canada 405 mieszkańców Trepassey mieszkało w 224 z 299 wszystkich prywatnych lokali mieszkalnych, co stanowi zmianę o -15,8% względem 2016 roku, kiedy miasto liczyło 481 mieszkańców. Przy powierzchni 54,21 km², gęstość zaludnienia miasta w 2021 roku liczyła ok. 7,5/km².

## Transport
Miasto znajduje się przy trasie Route 10 (Irish Loop Drive), która umożliwia dojazd do St. John’s, największego miasta prowincji.